# Steinwerder
Steinwerder o en baix alemany Steenwarder és un barri del districte d'Hamburg-Mitte a la riba esquerra de l'Elba septentrional a l'estat d'Hamburg a Alemanya. A la fi de 2010 tenia 138 habitants a una superfície de 10,4 km².
El barri forma una illa limitada pel Köhlbrand, l'Elba, la dàrsena de l'Steinwerder Hafen, el Querkanal i el Reiherstieg. Quasi tota la superfície pertany al port franc d'Hamburg. Només a l'entrada del túnel sota l'Elba es troben unes poques cases d'habitatge.

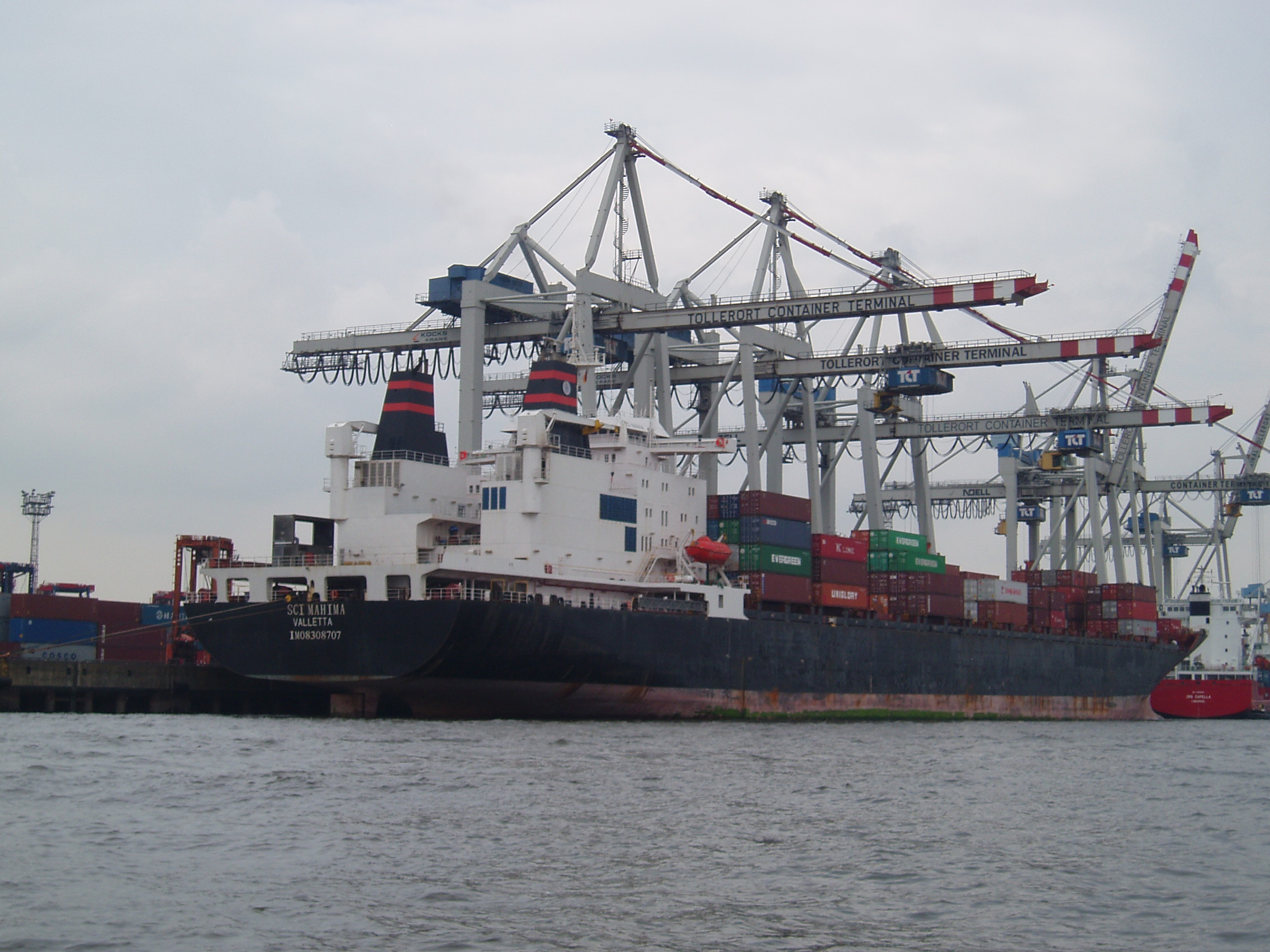
Terminal de Tollerort

 El tractat de Gottorp de 1768 va atorgar el territori de Nordersand amb els masos de Grevenhof, Ellerholz i Roß a la ciutat hanseàtica d'Hamburg. A la fi del segle xix van sacrificar-se al primer eixample del port d'Hamburg i des d'aleshores només queden els seus noms a la toponímia: Grevenhofkanal, Ellerholzhafen i Roßkanal a la ciutat d'Hamburg. El nom Steinwerder és relativament recent: significa "illa de les pedres" (stein = pedra i werder = illa) i refereix al gran incendi d'Hamburg del 1842, quan la zona que es deia Noordersand va acollir tota la runa de la ciutat devastada. Això va permetre d'alçar el terra sovint inundada per transformar-la en zona portuària. Des del 1850 les primeres drassanes seques i flotants van desenvolupar-s'hi. El 1902, Hamburg va concloure un tractat amb Prússia que li atorgava el dret de desplaçar el braç de l'Elba Köhlbrand d'uns 600 metres cap a l'oest i d'eixamplar així les instal·lacions portuàries a Steinwerder d'unes hectàrees i de construir una nova dàrsena a l'antic braç del riu.
El projecte del Central Terminal Steinwerder (CTS) canviarà encara una vegada tota el paisatge de l'illa: les antigues dàrsenes del primer port de Steinwerder desapareixeran i seran reemplaçades per un terminal per a contenidors i un polígon industrial nou de 125 hectàrees. L'obra hauria de començar el 2013. L'estagnació econòmica va alentir el creixement del nombre de contenidors i el projecte CTS va ajornar-se. El 2013 almenys el 10% de la superfície prevists pel CTS serian dedicats a un tercer terminal de vaixells de creuer.

## Llocs d'interès
- El Teatre al port d'Hamburg, un teatre musical
- El Túnel vell de l'Elba del 1911, la primera connexió fixa de les dues ribes de l'Elba a Hamburg
- L'edifici administratiu de la drassana Blohm+Voss
- La xarxa de canals, l'antiga resclosa del Grevenhof
- El pont sobre el Köhlbrand entre Steinwerder i Waltershof

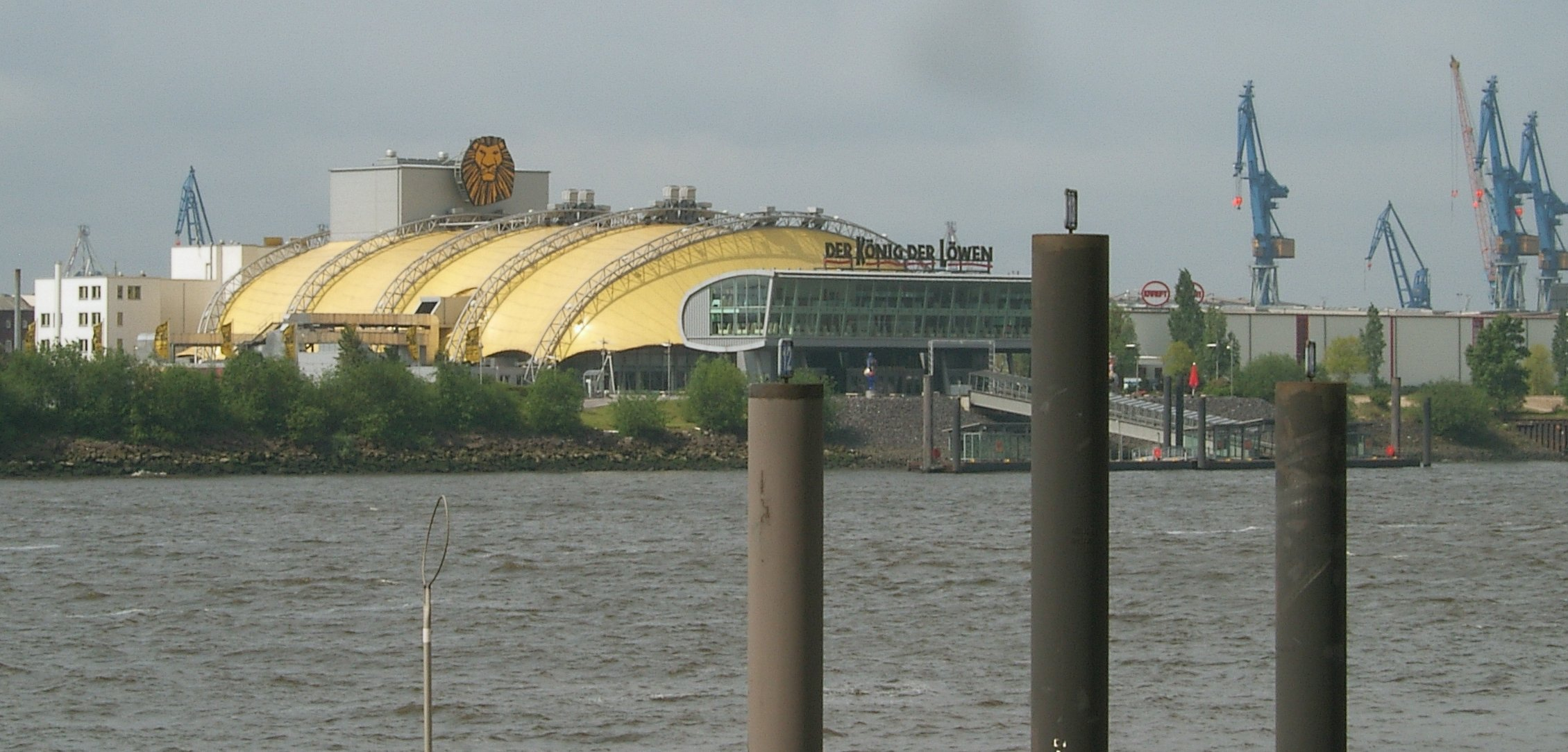
El teatre
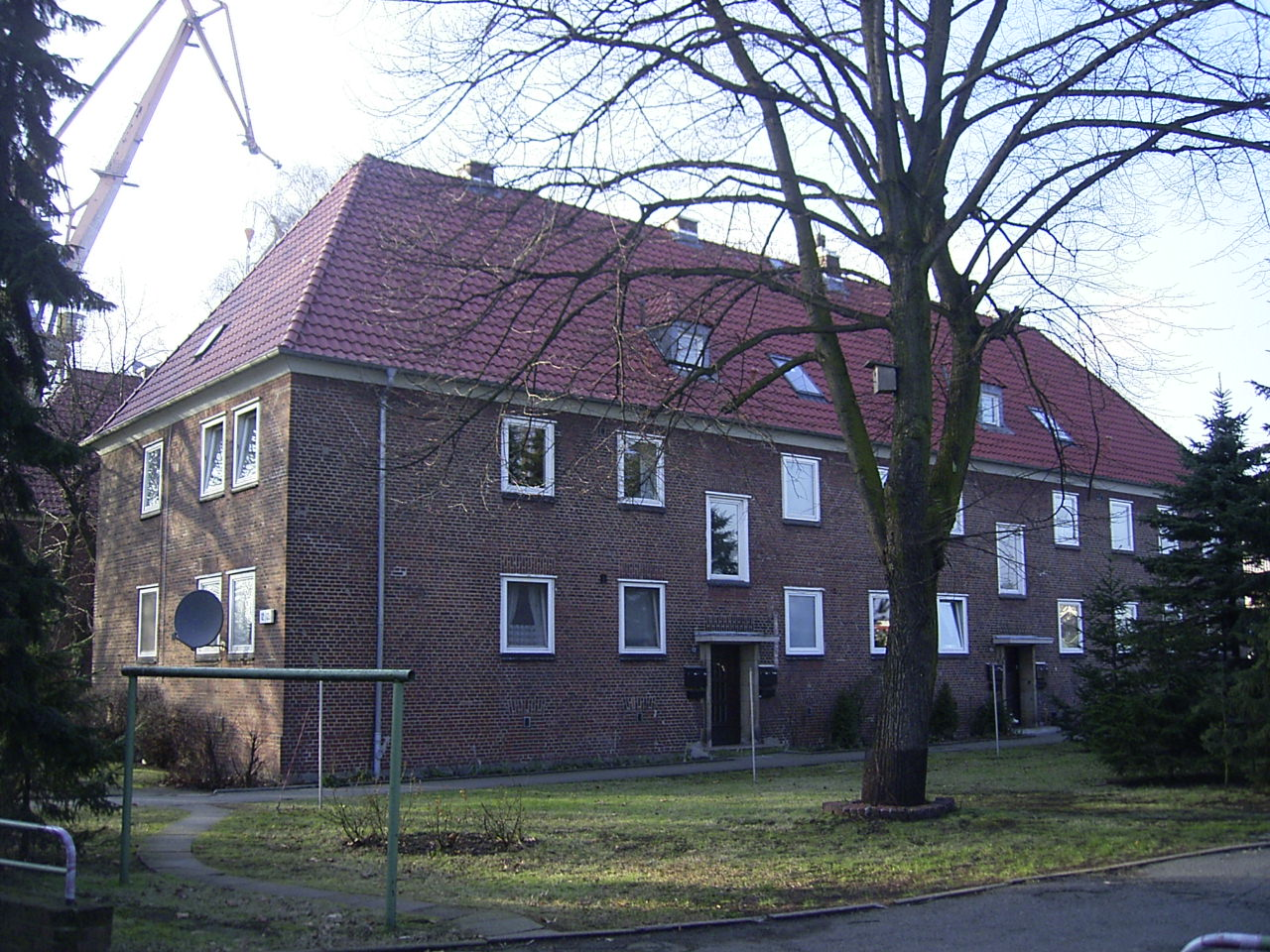
Un dels rars llocs habitats
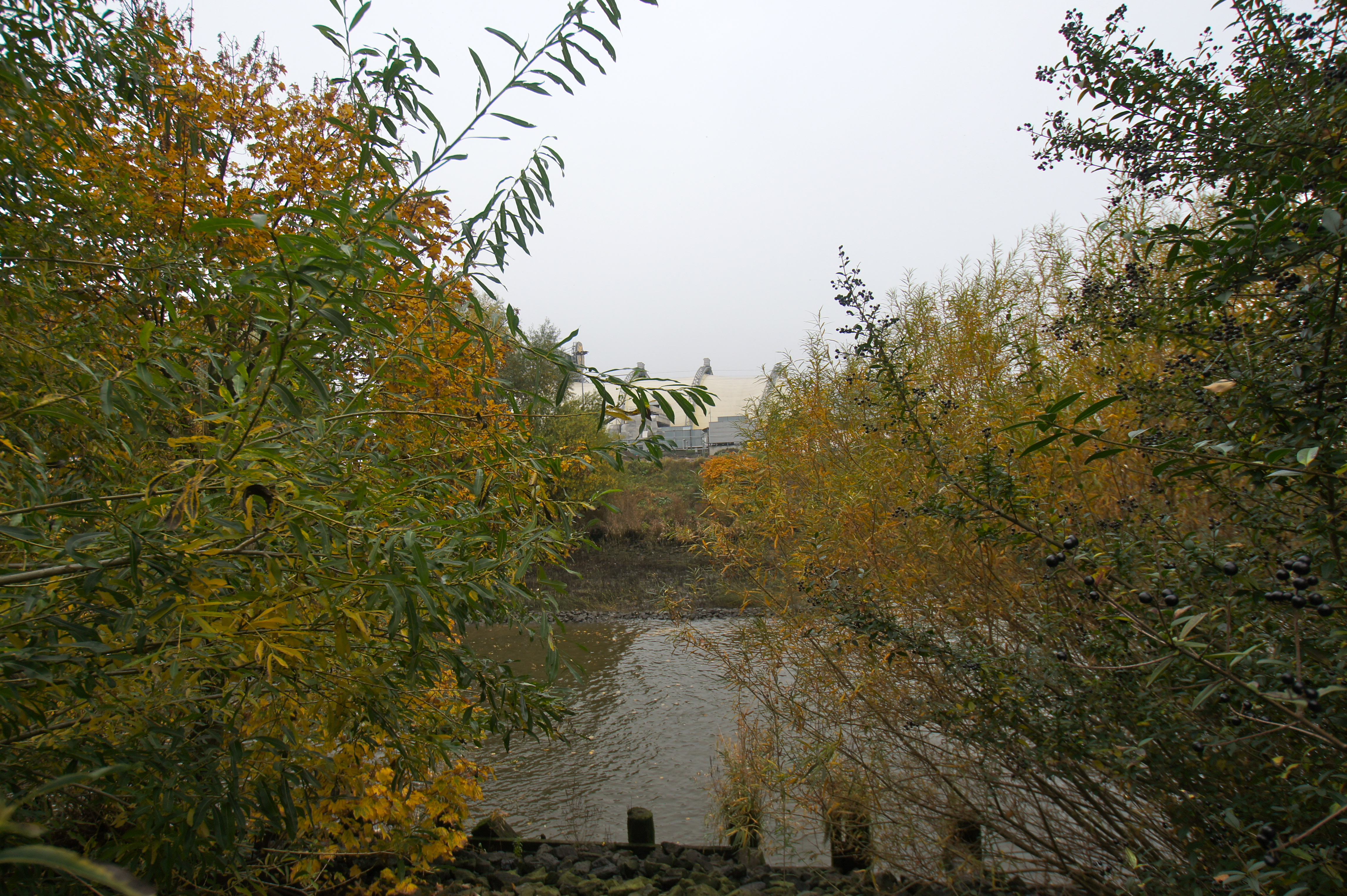
Un canalet en desús: el Guanofleet
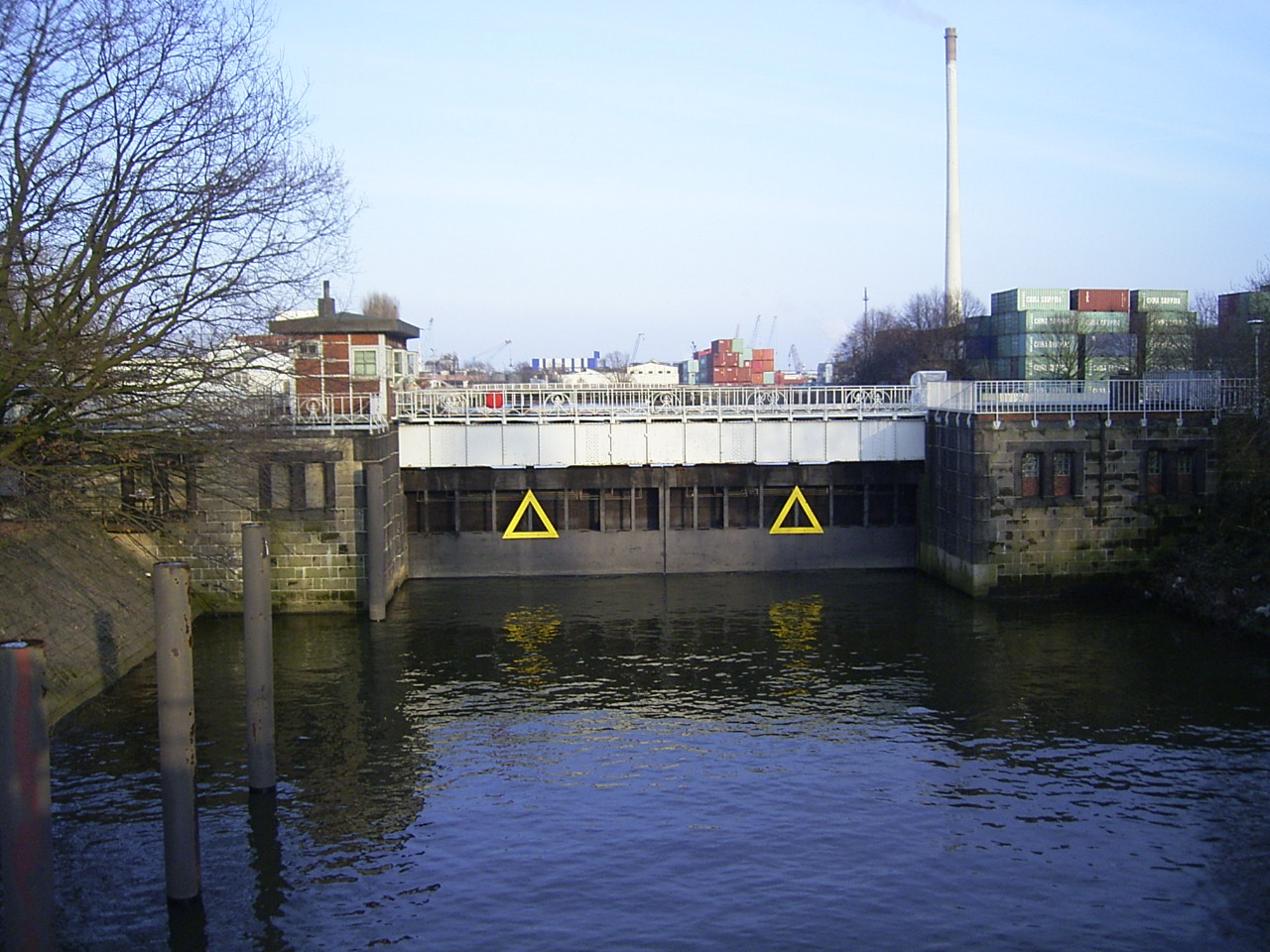
La resclosa del Grevenhofkanal
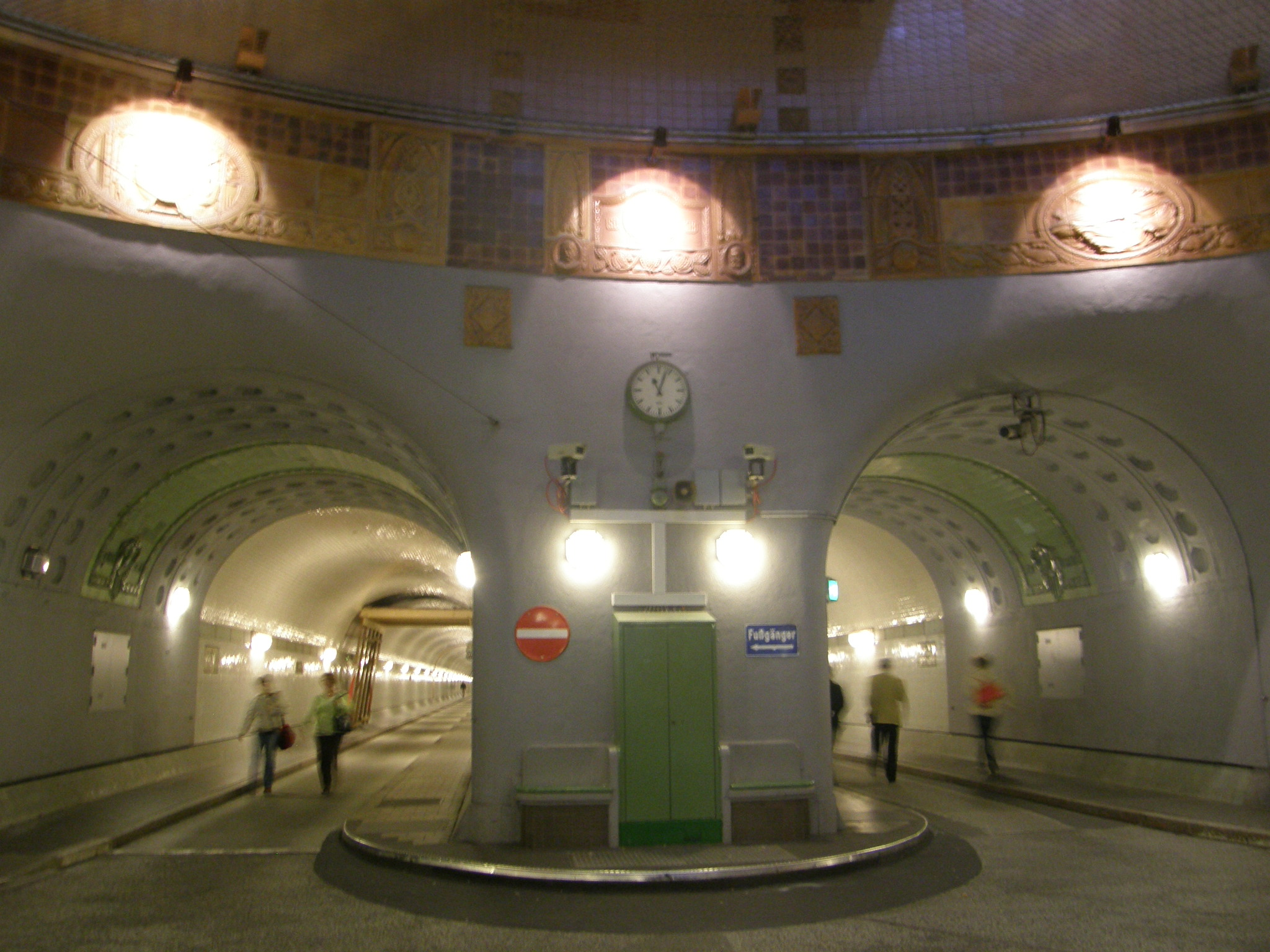
El túnel sota l'Elba
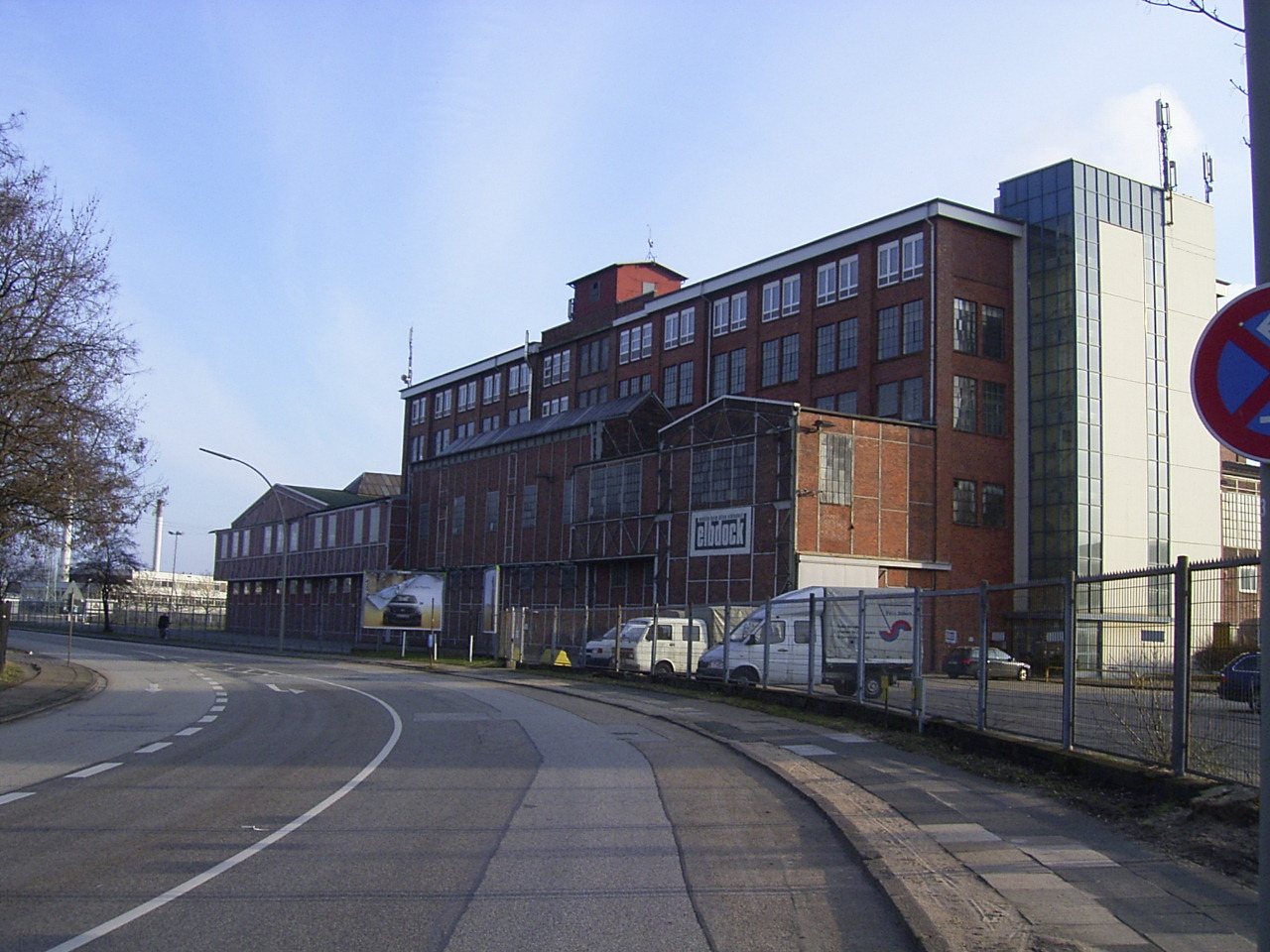
L'edifici de Blohm+Voss al Norderloch

## Enllaços i referències
1. ↑  Steinwerder – Große Werften beeindrucken im geschichtsträchtigen Stadtteil am Hafen Web de la ciutat d'Hamburg (en català: Steinwerder: drassanes llargues impressionants a un barri portuari amb molta història)
2. ↑  Central Terminal Steinwerder Arxivat 2011-03-07 a Wayback Machine. Web de l'Hamburg Port Authority, consultat el 7 de novembre de 2011
3. ↑  Martin Kopp, Jens Meyer-Wellmann i Rolf Zamponi, «Steinwerder: Hafenchef bricht Reise ab: Kommt Kreuzfahrtterminal?», Hamburger Abendblatt, 13 d'abril de 2014, (en català: L'amo del port interromp el seu viatge: vendrà el terminal de vaixells de creuers?)

 A Wikimedia Commons hi ha contingut multimèdia relatiu a: Steinwerder